# Książański Park Krajobrazowy
Książański Park Krajobrazowy leży na granicy Przedgórza Sudeckiego i Sudetów Środkowych, natomiast według podziału fizycznogeograficznego Jerzego Kondrackiego – wchodzi w skład Pogórza Zachodniosudeckiego. Książański Park Krajobrazowy od strony północno-zachodniej leży na terenie m. Wałbrzycha oraz graniczy od strony północnej z m. Świebodzice.
- Typy krajobrazów: L/K/W

Ze względu na rzeźbę terenu oraz budowę geologiczną obszar Parku podzielono umownie na 3 podstawowe Zespoły:
- Dobromierski Zespół Krajobrazowy (teren północno-zachodni)
- Książański Zespół Krajobrazowy (teren centralny)
- Lubiechowski Zespół Krajobrazowy (teren wschodni)

## Flora
Park odznacza się wielkim zróżnicowaniem biotopów. Liczba gatunków roślin waha się od 181 do 229. Szczególnie licznie występują mchy i porosty. 29 gatunków podlega ochronie, z czego 19 całkowitej. Na terenie parku znajduje się 17 pomników przyrody, głównie cisów, m.in. cis Bolko, a także 3 zabytkowe aleje drzew: 2 lipowe i jedna kasztanowa, arboretum – Sudecki Ogród Dendrologiczny oraz 130 drzewa egzotyczne i 126 drzew zabytkowych. 
Obszary leśne dzielą się na:
- grądy
- kwaśną buczynę górską
- zespół olszyny podgórskiej

### Wybrane gatunki roślin
- jawor
- klon
- brzoza brodawkowata
- sosna zwyczajna
- jarzębina
- głóg
- kosmatka gajowa
- śmiałek pogięty
- borówka czarna
- wiechlina gajowa
- przenęt purpurowy
- czerniec gronkowy
- grab zwyczajny
- dąb bezszypułkowy
- lipa drobnolistna
- buk
- czeremcha zwyczajna
- leszczyna pospolita
- przytulia Schultesa
- kopytnik pospolity
- gajowiec żółty
- bluszcz pospolity
- olsza czarna
- świerk
- wierzba
- babka zwyczajna
- bluszczyk kurdybanek
- życica trwała
- kłosówka wełnista
- krwawnik pospolity
- kostrzewa owcza
- lepiężnik różowy
- różanecznik – rododendron

## Fauna
- traszka grzebieniasta
- traszka górska
- salamandra plamista
- grzebiuszka ziemna
- rzekotka drzewna
- jaszczurka zwinka
- jaszczurka żyworodna
- padalec zwyczajny
- zaskroniec
- gniewosz plamisty
- pliszka górska
- pluszcz
- kowalik
- dzięcioł duży
- dzięcioł czarny
- dzięcioł zielony
- nocek łydkowłosy
- muflon
- mrówka rudnica
- sarna europejska
- dzik

## Rezerwaty przyrody
Na obszarze Parku znajdują się 2 rezerwaty przyrody:
- Przełomy pod Książem koło Wałbrzycha chroniący przełomowe odcinki rzeki Pełcznicy i strumyka Szczawnik wraz z różnorodną fauną i florą,
- Jeziorko Daisy, którego celem ochrony jest kopalna fauna górnego dewonu odsłonięta w nieczynnym kamieniołomie wapienia wraz z otaczającym go drzewostanem tworzącym zespół żyznej buczyny sudeckiej[2].

## Szlaki turystyczne
- piesze
  -  – Struga – ruiny zamku Cisy
  -  – rozdroże pod Starym Książem – Wąwóz Książ
  -  – Szlak Zamków Piastowskich
  -  – Cis Bolko – Zamek Książ – Stado Ogierów Książ – Świebodzice
  -  – Witoszów – wąwóz Pełcznicy
  - żółto-niebieski – Szlak Ułanów Legii Nadwiślańskiej
- ścieżki spacerowe
  - Ścieżka spacerowa, znaki czerwone: Wałbrzych Podzamcze – Wałbrzych Szczawienko – Zamek Stary Książ – Skiba – Wąwóz Szczawnika – Wałbrzych Podzamcze.
  - Ścieżka spacerowa, znaki niebieskie: Wałbrzych Podzamcze – Borowiec Mały – Zwierzyniec – Wąwóz Szczawnika – Wałbrzych Szczawienko – Wałbrzych Podzamcze.
  - Ścieżka spacerowa, znaki żółte: Zamek Stary Książ – Wąwóz Szczawnika – Dolina Czarnego Potoku – Zamek Cisy